# Пайкерит

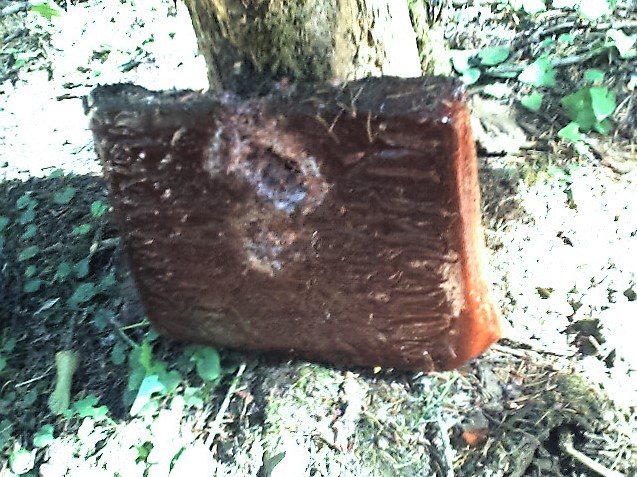
Простреленная из дробовика пайкеритная плита

Пайкери́т, пайкри́т, пикри́т (англ. pykrete) — композиционный материал, состоящий примерно из 14—45 % (по массе) древесных опилок (или какого-либо другого вида древесной массы, например бумажной пульпы) и до 86 % водяного льда.
Пайк(е)рит (pyke + concrete, где второй компонент означает бетон) назван в честь британского инженера, журналиста и разведчика Джеффри Пайка, предложившего в начале 1940-х годов построить из этого материала авианосец (проект «Хабаккук»).
Пайкерит в 4 раза прочнее льда, обладает ковкостью и оказывает примерно такое же сопротивление взрыву, как бетон. Благодаря низкой теплопроводности тает медленнее чистого льда. Скорость ползучести под нагрузкой растёт при повышении температуры: при статической нагрузке 0,69 МПа скорость ползучести составляет 2 % в год при −15 °C и 7 % в год при −3 °C.
Широкого применения пайкерит так и не получил.
| Механические свойства                 | Бетон       | Лёд          | Пайкерит     |
| Механические свойства                 | Бетон       | (при −15 °C) | (при −15 °C) |
| ------------------------------------- | ----------- | ------------ | ------------ |
| Предел прочности на сжатие, psi (МПа) | 2500 (17,2) | 500 (3,4)    | 1100 (7,6)   |
| Предел прочности на разрыв, psi (МПа) | 250 (1,7)   | 160 (1,1)    | 700 (4,8)    |
| Плотность, г/см3                      | 2,5         | 0,91         | 0,98         |

## Инцидент со стрельбой
В некоторых источниках указывается, что в ходе Квебекской конференции 1943 года лорд Маунтбеттен устроил демонстрацию возможностей пайкерита для адмиралов, сопровождавших Уинстона Черчилля и Франклина Д. Рузвельта. Маунтбеттен принёс с собой два одинаковых блока — один из обычного льда, второй из пайкерита. Поставив их на пол комнаты, Маунтбеттен из своего табельного пистолета поочерёдно выстрелил в них. Ледяной блок разбился и раскололся, а от блока из пайкерита пуля срикошетила и, порвав штанину адмирала Эрнеста Кинга, застряла в стене.
В дневниках сэра Алана Брука упоминается это событие: «после первого выстрела Маунтбеттен сказал: „А теперь я выстрелю в правый блок, чтобы показать вам разницу“. Пуля отскочила от блока и прожужжала у наших ног, как разъярённая пчела».
Макс Перуц в своей книге I Wish I Made You Angry Earlier описывает похожий инцидент (либо этот же, с некоторыми расхождениями)